# Sabine John
Sabine John ou Sabine Paetz-John  (née Mobius, le 16 octobre 1957 à Döbeln) est une athlète allemande spécialiste de l'heptathlon.

## Carrière
Elle s'illustre durant la saison 1982 en remportant la médaille d'argent des Championnats d'Europe d'Athènes derrière sa compatriote est-allemande Ramona Neubert. Elle obtient ce même résultat l'année suivante à Helsinki à l'occasion des premiers Championnats du monde d'athlétisme, devancée une nouvelle fois par Neubert. Le 6 mai 1984, lors du meeting de Potsdam, Sabine John établit un nouveau record de la discipline avec 6 946 points, améliorant de onze points la meilleure marque mondiale détenue par Ramona Neubert depuis 1983.
En 1988, Sabine John monte sur la deuxième marche du podium des Jeux olympiques de Séoul en totalisant 6 897 points au terme de la seconde journée de compétition. Elle est largement devancée par l'Américaine Jackie Joyner-Kersee.

## Records
- 200 m : 23 s 37 (Potsdam, 05/05/1984)
- 800 m : 2 min 06 s 14 (Séoul, 24/09/1988)
- 100 m haies : 12 s 54 (Berlin, 15/07/1984)
- Saut en hauteur : 1,83 m (Helsinki, 08/08/1983)
- Saut en longueur : 7,12 m (Dresde, 19/05/1984)
- Lancer du poids : 16,23 m (Séoul, 23/09/1988)
- Heptathlon : 6 946 points (Potsdam, 06/05/1984)

## Palmarès
| Date | Compétition           | Lieu     | Place | Points |
| ---- | --------------------- | -------- | ----- | ------ |
| 1982 | Championnats d'Europe | Athènes  | 2e    | 6 594  |
| 1983 | Championnats du monde | Helsinki | 2e    | 6 622  |
| 1988 | Jeux olympiques       | Séoul    | 2e    | 6 897  |